# Петровский, Евгений Максимович
Евгений Максимович Петровский (1873—1919) — русский музыкальный критик.
Родился в семье, приехавшего в Петербург из Мещовска, купца 1-й гильдии Максима Ермолаевича Петровского, который в 1890 году (за год до своей смерти) получил звание коммерции советника. 
В 1891 году окончил Санкт-Петербургское коммерческое училище и собирался поступить вольноопределяющимся в лейб-гвардии Финляндский полк, но получил отказ. После смерти отца, вместе с братом Иваном (оба состояли купцами 1-й гильдии), стал совладельцем большого доходного дома в Санкт-Петербурге: № 57 по Офицерской улице. 
Познакомился с Н. Ф. Финдейзеном и стал самостоятельно заниматься музыкой.
С 1894 года сотрудничал (одно время принимал близкое участие в редакции) в основанной Финдейзеном «Русской музыкальной газете», где помещал многие свои статьи (некоторые за подписью: Е. П-ский, Е. П.) — «свежих по мысли и изложению, но не всегда свободных от парадоксальности» — библиографические и нотографические заметки, среди них выделяются очерк «О тематизме» (1898. — № 8), «Тематический анализ оперы «Садко»« (1898. — № 9), «Взгляды Ганслика на национальное в музыке» (1889. — №№ 47—51), статьи, посвящённые оперным спектаклям Мариинского театра (особенно постановкам опер Р. Вагнера). 
Е. М. Петровский предложил Римскому-Корсакову сюжет «Кащея Бессмертного». Также им была написана Сказка в стихах «Иван Королевич» (СПб., 1903). 
Умер 16 февраля 1919 года в Петрограде.